# 10 cm K 04
Il 10 cm Kanone M. 04, abbreviato in K 04, era un cannone campale pesante in calibro 100 mm impiegato dall'Esercito tedesco ed entrato in servizio nel 1905.

## Storia
All'inizio della prima guerra mondiale l'artiglieria pesante tedesca era basata su soli 4 pezzi: il 13,5 cm K 09, il 21 cm Mörser 10, il 15 cm sFH 02 ed appunto il 10 cm K 04. Quest'ultimo rimase per lungo tempo il pezzo tedesco a maggior gittata e come tale era usato nel fuoco di controbatteria e per colpire le infrastrutture nelle retrovie.
Il K 04, progettato dalla Krupp nel 1904, fu il secondo pezzo di artiglieria pesante dotato di sistema di rinculo. Esso rimpiazzava il 10 cm K 99 ed il lang 15 cm K 92. All'inizio della Grande Guerra erano in servizio solo pezzi e furono rapidamente soppiantatati dai più moderni 10 cm K 14 e 10 cm K 17.

## Tecnica
L'affusto, a ruote in legno e coda unica, pesava 1 410 kg ed era privo di scudatura, introdotta insieme ad altre modifiche minori sulla versione 10 cm K 04/12. La canna, con due ordini di cerchiatura, e l'otturatore a cuneo verticale pesavano 1 345 kg. Il cannone poteva essere trainato da sei pariglie, oppure poteva essere scomposto in due carichi per il traino su terreno rotto. Impiegava diversi tipi di granate da alto esplosivo, a gas ed una speciale 10 cm Granate 15 Haube a lungo raggio. La granata standard 10 cm Granate 15 pesava 15 kg, con una carica di 1,8 kg di esplosivo.